# Bilán

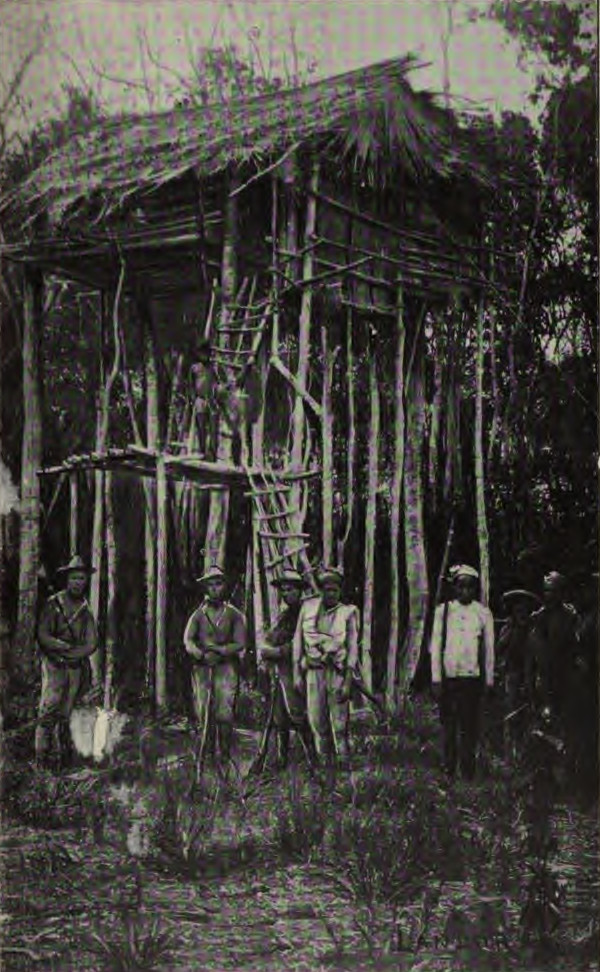
Casa bilán.

El bilán es una de las lenguas de la región de Dávao en Filipinas. Los hablantes de este idioma se llaman bilanes, y se cree que su idioma es la fuente del nombre de la ciudad de Koronadal en Cotabato del Sur: kolon (o koron), que significa cogón, y datal (o nadal), que significa llanura. La población o barangay central de la ciudad, Marbel, también toma su nombre del bilán, y significa aguas obscuras.
Los bilanes confirieron el título de Datu a Manny Pacquiao.

## Nombre
Bilán es el nombre histórico del idioma y bilanes lo de sus hablantes. Sin embargo, el idioma también se llama bilano y sus hablantes bilanos. El término nativo para ambos es blaan. 